# Dyjice
Dyjice är en ort i Tjeckien.   Den ligger i regionen Södra Böhmen, i den centrala delen av landet, 110 km sydost om huvudstaden Prag. Dyjice ligger 572 meter över havet och antalet invånare är 128.
Terrängen runt Dyjice är platt, och sluttar västerut. Runt Dyjice är det ganska glesbefolkat, med 38 invånare per kvadratkilometer. Närmaste större samhälle är Jindřichův Hradec, 11,5 km väster om Dyjice. Omgivningarna runt Dyjice är en mosaik av jordbruksmark och naturlig växtlighet.